# Utwór literacki

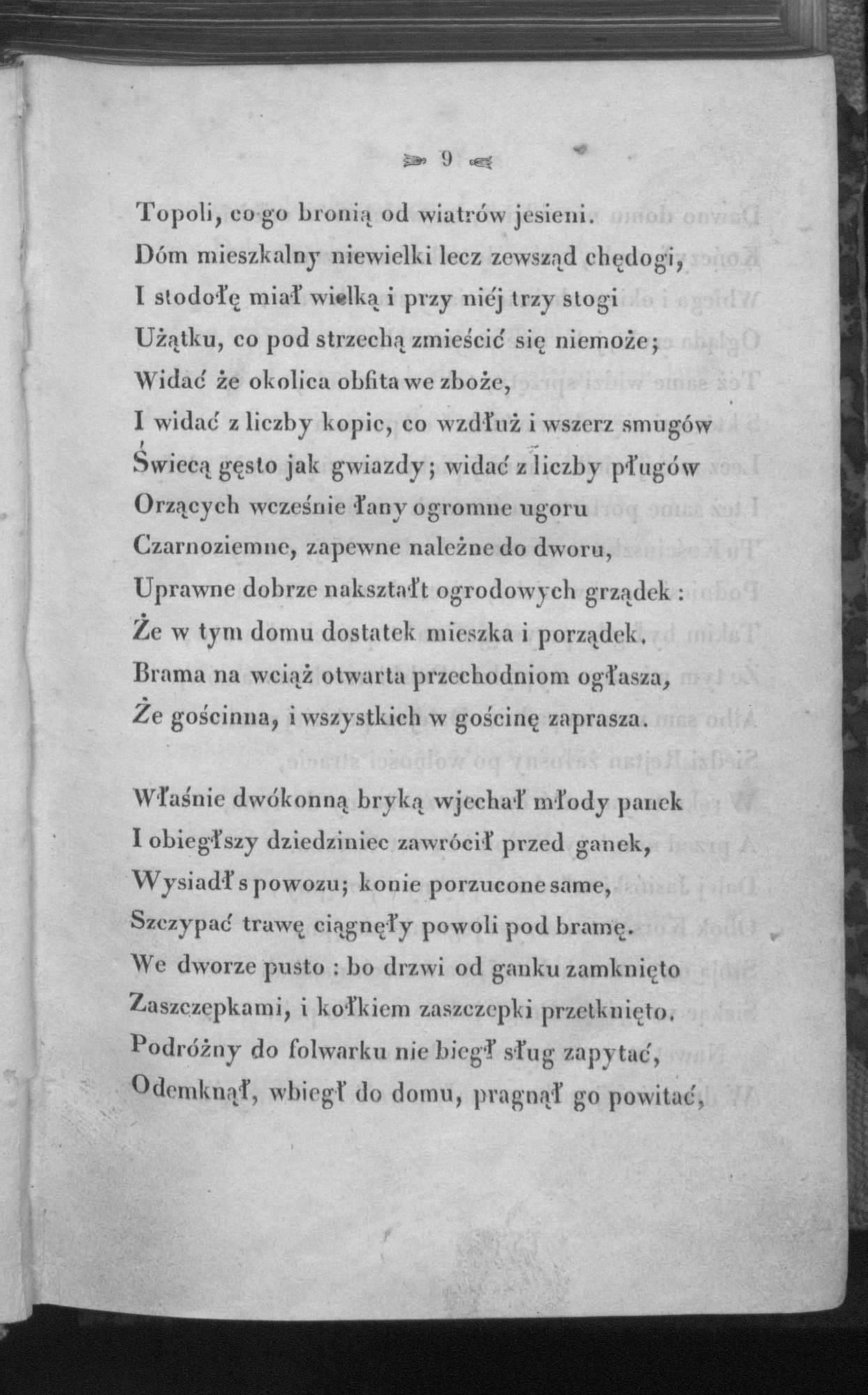
Utwór literacki

Utwór literacki, dzieło literackie – tekst słowny w formie pisanej, bądź ustnej, ukształtowany za pomocą językowych środków artystycznych, mający możliwość wytworzenia odpowiedzi na estetyczne oczekiwanie odbiorcy.
Tak rozumiane dzieło literackie ma szczególny charakter. Jest odmienne od dzieła naukowego lub utworu użytkowego. Teksty spoza literatury pięknej, spełniające głównie cele użytkowe, składają się na literaturę stosowaną
Literatura piękna i literatura stosowana składają się na całość literatury.